# Gerben Thijssen
Gerben Thijssen (ur. 21 czerwca 1998 w Genk) – belgijski kolarz szosowy i torowy.

## Osiągnięcia

### Kolarstwo szosowe
Opracowano na podstawie:

2016
- 1. miejsce na 1. etapie Internationale Cottbuser Junioren-Etappenfahrt
- 1. miejsce na etapach 1. i 2a Trofeo Karlsberg
- 1. miejsce w Omloop der Vlaamse Gewesten

2017
- 1. miejsce w Grote Prijs Stad Sint-Niklaas
- 1. miejsce na 4. etapie Olympia’s Tour
- 2. miejsce w Gooikse Pijl
- 3. miejsce w Paryż-Tours U23

2018
- 1. miejsce w mistrzostwach Belgii U23 (start wspólny)

2019
- 1. miejsce w klasyfikacji młodzieżowej Tour d’Eure-et-Loir
  - 1. miejsce na 2. etapie
- 1. miejsce na 1. etapie À travers les Hauts-de-France
- 1. miejsce w Memorial Philippe Van Coningsloo

2020
- 2. miejsce w Gooikse Pijl

2021
- 3. miejsce w Omloop van het Houtland

2022
- 1. miejsce na 6. etapie Quatre Jours de Dunkerque
- 2. miejsce w Veenendaal-Veenendaal Classic
- 3. miejsce w Grote Prijs Marcel Kint
- 1. miejsce na 2. etapie Tour de Pologne
- 1. miejsce w Gooikse Pijl

2023
- 1. miejsce w Grote Prijs Jean-Pierre Monseré
- 1. miejsce w Bredene Koksijde Classic
- 2. miejsce w La Roue Tourangelle
- 3. miejsce w Grote Prijs Marcel Kint
- 1. miejsce w Ronde van Limburg

### Kolarstwo torowe
Opracowano na podstawie:

2015
- 2. miejsce w mistrzostwach Europy juniorów (madison)
- 3. miejsce w mistrzostwach świata juniorów (wyścig punktowy)

2016
- 3. miejsce w mistrzostwach Europy juniorów (wyścig punktowy)
- 2. miejsce w mistrzostwach Europy juniorów (madison)

2017
- 2. miejsce w mistrzostwach Europy U23 (wyścig drużynowy na dochodzenie)
- 1. miejsce w mistrzostwach Europy (wyścig eliminacyjny)

2019
- 2. miejsce w mistrzostwach Europy U23 (wyścig drużynowy na dochodzenie)

## Rankingi

### Kolarstwo szosowe
| Rok             | 2017 | 2018  | 2019 | 2020 | 2021 | 2022 | 2023 | 2024 |
| --------------- | ---- | ----- | ---- | ---- | ---- | ---- | ---- | ---- |
| World Ranking   | 701. | 1001. | 617. | 287. | 378. | 103. | 60.  | 89.  |
| UCI Europe Tour | 420. | 621.  | 464. | 235. | 312. | 86.  | 49.  | 70.  |
|                 |      |       |      |      |      |      |      |      |
| Źródło: UCI     |      |       |      |      |      |      |      |      |